# Alexander del Mar
Alexander del Mar, född 9 augusti 1836 i New York, död 1926, var en amerikansk politisk ekonom, historiker och författare. Del Mar skrev flera verk om penninghistorik och hur vi bör se på pengar. Del Mar var även direktör för U.S. Bureau of Statistics 1866-69. Vid sin bortgång 1926 donerade han hela sitt privata bibliotek om 15 000 böcker till American Bankers Association. 

## Del Mar som penninghistoriker
Del Mar myntade uttrycket "the unit of money is the sum of all money", för att demonstrera att pengar är ett system. Uppdelningen i olika valutor har bara mening i relation till den totala mängden pengar. Som penninghistoriker skrev han uppskattande om Greenbacks och engagerade sig också i the Free Silver Movement.

## Publiceringar
- History of the Precious Metals (1879)
- A History of Money in Ancient States (1881)
- Money and Civilization (1885)
- The Science of Money (1889)
- A History of Monetary Systems in Modern States (1995)
- A History of Monetary Crimes (1899)
- A History of Money in America (1900)
- A History of Monetary Systems of France (1903)